# Samuel Molyneux
Pour les articles homonymes, voir Molyneux.
Samuel Molyneux est un homme politique et astronome britannique, né à Chester (Cheshire, Angleterre) le 18 juillet 1689 et mort à Kew (Surrey, Angleterre) le 13 avril 1728.

## Biographie
Il est le second fils de William Molyneux (1656–1698), connu pour ses travaux ayant trait à l'optique. Il fait ses études au Trinity College à Dublin où il obtient le diplôme de B.A. (Bachelor of Arts) en 1708 et celui de M.A. (Master of Arts) en 1710. Il est élu membre de la Royal Society en 1712. À côté de sa carrière politique en tant que membre des parlements anglais (1715, 1726, 1727) et irlandais (1727) et comme lord de l'Amirauté (1727–1728), il s'occupe aussi activement d'astronomie. 
Dans son observatoire privé à Kew, lui et son ami James Bradley (1692–1762) découvrent en 1727 le phénomène d'aberration de la lumière des étoiles. Les deux astronomes ont l'intention de répéter avec un télescope amélioré une observation faite par Robert Hooke en 1674. 
Hooke observe une petite variation annuelle de la position de l'étoile γ dans la constellation du Dragon, lorsque celle-ci passe au zénith au sud de l'Angleterre, mais il n'a pas la possibilité d'effectuer des observations très précises. Hooke interprète cette variation de position comme la parallaxe annuelle, preuve du mouvement de la Terre autour du Soleil que les astronomes cherchent depuis fort longtemps. 
Pour procéder à la répétition de l'observation de Hooke, Molyneux fixe à la cheminée de sa maison à Kew un secteur qu'il a commandé pour cet usage spécifique au constructeur d'instruments George Graham de Londres. Les mesures débutent en 1725 et montrent bientôt que la variation de position de γ Draconis est, d'une part, beaucoup trop grande et, d'autre part, orthogonale au mouvement prévu. Lorsque Molyneux, devenu entretemps lord de l'Amirauté, cesse ses observations, celles-ci sont poursuivies par Bradley seulement à l'aide d'un télescope plus petit avec un champ plus grand, installé dans la maison de sa tante. Bradley finit par trouver l'explication de la variation observée lors d'une excursion sur la Tamise en 1727. Il comprend que la lumière, possédant une vitesse de propagation finie, nécessite un temps fini pour traverser le tube du télescope entraîné dans le mouvement de la Terre. Ainsi, Bradley et Molyneux n'ont pas seulement confirmé pour la première fois la théorie héliocentrique par une expérience, mais ils peuvent aussi indiquer une valeur de la vitesse de la lumière plus précise que celle trouvée par Ole Rømer. D'autre part, le fait de n'avoir pas pu déceler sa parallaxe fournit une distance minimum pour l'étoile γ Draconis de six années-lumière. Ce n'est que dans les années 1990, grâce au satellite Hipparcos, qu'on a pu mesurer avec précision la valeur de cette parallaxe et fixer la distance à 148 années-lumière.